# Ягодинцева, Нина Александровна
Ни́на Алекса́ндровна Ягоди́нцева (р. 1962) — российская поэтесса, секретарь Союза писателей России с 2013 по 2023 гг., кандидат культурологии, лауреат премии имени П. П. Бажова, лауреат Литературного конкурса имени К. М. Нефедьева, член Координационного совета Ассоциации писателей Урала, член Совета по критике Союза писателей России, координатор работы Совета молодых литераторов Союза писателей России. Председатель жюри Южно-Уральской литературной премии. Кандидат культурологии,  профессор Челябинского государственного института культуры.

## Биография
- 1962, 29 января — родилась в Магнитогорске
- 1987 — окончила Литературный институт им. М. Горького
- 1994 — член Союза писателей России
- с 2013 — секретарь Союза писателей России, член Координационного совета Ассоциации писателей Урала
- 2014 — член Совета по критике Союза писателей России
- с 2018 — координатор работы Совета молодых литераторов Союза писателей России

Автор более 40 изданий: стихов, цикла учебников литературного творчества, монографий, вышедших в России и Германии, электронной книги литературной критики, переводов с азербайджанского и башкирского языков, аудиодисков, а также более 1000 публикаций в литературной и научной периодике России, Германии, Испании, США, Ирака и Египта. 
Стихи Н. Ягодинцевой вошли в ведущие современные поэтические антологии России. Она лауреат Всероссийских литературных премий им. П. Бажова (2001, за книгу «На высоте метели»), им. К. Нефедьева (2002, за рукопись книги «Теченье донных трав»), им. Д. Мамина-Сибиряка (2008, за книгу «Поэтика: принципы безопасности творческого развития»), литературной премии им. М.М. Клайна (Челябинск, 2009, за книгу «Иная мера»), Сибирско-Уральской литературной премии в номинации «Поэзия» (2011, за рукопись книги «Листая пламя»), лауреат Всероссийского конкурса «Лучшая научная книга – 2007» (за монографию «Русская поэтическая культура: сохранение целостности личности»), лауреат литературной премии Уральского федерального округа (2012, за электронную книгу литературной критики «Жажда речи», в соавторстве с А. П. Расторгуевым) и Международного конкурса переводчиков тюркоязычной поэзии (2012, за переводы современной поэзии с азербайджанского и башкирского языков), лауреат конкурса на лучшую издательско-полиграфическую продукцию «Южноуральская книга – 2013» в номинации «поэзия», Международного литературного конкурса «Память сердца» (2014), IV Всероссийского интернет-конкурса «Творческий учитель – одарённый ученик» (2015, за разработку темы «Формы литературно-творческой работы с детьми»), Межрегиональной литературной премии «Спасибо» (Екатеринбург, 2018), в разные годы лауреат журналов «Урал», «Наш Современник», «Бельские просторы», «Русское эхо» за лучшие поэтические публикации, сайта «Российский писатель» – за литературно-критические статьи. Лауреат премии «Золотая лира» и премии "Ювента" в сфере молодёжной политики г. Челябинска.
В течение 6 лет Ягодинцева – член жюри Всероссийской литературной премии им. П. Бажова (Екатеринбург), 
- с 2012 по 2017 гг. – председатель жюри Международной Южно-Уральской литературной премии.
- с апреля 2013 г. ведёт популярную авторскую рубрику «Прикладной смысл» на официальном сайте Союза писателей России «Российский писатель».
- с 2001 г. Н. А. Ягодинцева преподает в Челябинском государственном институте культуры, на кафедре режиссуры театрализованных представлений и праздников.  Преподает следующие дисциплины: теорию драмы, сценарное мастерство, сценарные технологии в работе с документальным материалом, сценарии конкурсно-игровых программ. Также на базе вуза ведет  молодежную литературную мастерскую "Взлетная полоса". С 2010 года по инициативе Н. А. Ягодинцевой на базе Центра дополнительного образования ЧГИК началось обучение по программе дополнительного образования «Основы литературного мастерства».
- с 2001 г. работает как фотохудожник – фотовыставки прошли во многих городах Челябинской области и Екатеринбурге, фотоработы публиковались в журналах и использовались в оформлении книг. Выставка «Уреньга – библиотека вечности» в 2012–2013 г. работала в Новой Пристани, Межевом, Трёхгорном, Бакале.

В качестве редактора и редактора-составителя подготовила к выпуску более 100 книг авторов Южного Урала и России. С 2001 по 2021 г. руководила детской литературной студией «Апельсин» МАОУ СОШ № 26, в настоящее время руководит межвузовской литературной мастерской «Взлётная полоса», в 2019 г. создала лабораторию поэтического перевода ЧГИК "Мосты над облаками" Многие ученики Н. А. Ягодинцевой стали членами Союза писателей России, студентами Литературного института в Москве, её воспитанники – лауреаты Всероссийских литературных конкурсов и фестивалей. 
- с 2010 г. ежегодно на базе ЧГИК проводит региональное совещание молодых писателей Челябинской области, с 2021 года - Всероссийскую научно-методическую конференцию по литературно-творческой педагогике. В качестве руководителя творческих семинаров постоянно работает на Всероссийских, региональных и международных Совещаниях молодых писателей в Омске, Красноярске, Каменске-Уральском, Самаре, Кирове, Барнауле, Бугуруслане и многих других городах России.

Живёт и работает в Челябинске.

### Книги
- 1991 — Идущий ночью. — Челябинск, Южно-Уральское книжное издательство, 56 с.
- 1992 — Перед небом. — Челябинск, «Форум-издат», 48 с.
- 1997 — Амариллис. — Челябинск, ТОО «Версия», ТОО «Лад», 192 с.
- 2000 — На высоте метели. — Челябинск, ЧП Т. Лурье, 96 с.
- 2002 — Теченье донных трав. — Челябинск, «Библиотека А. Миллера», 71 с.
- 2024 —  Тихие имена: стихи. — Челябинск, 2004. —  80 с. —  (Академическая муза).
- 2005 — Азбука жизни: мужчина и женщина (стихи, совместно с В. Осиповым). — Екатеринбург, «Старт», 208 с. Художник: А. Ромашова. Тираж: 2000 экз. ISBN 5-7385-0212-4
- 2008 — Меж облаками и людьми (избранная лирика). — Магнитогорск, «Алкион». Серия «Литература Магнитки. Избранное» (выпуск 27).
- 2009 — Иная мера: стихотворения 2003–2009 гг. — Челябинск: Цицеро. – 80 с.
- 2011 — Листая пламя: стихотворения. — Магнитогорск: МГУ. – 72 с. – (Гармонии таинственная власть).
- 2012 — Вишенье: стихи. — Sindelfingen [Deutschland]: Verlag Stella. — 64 с.
- 2012 — Избранное (стихотворения). — г. Санкт-Петербург, 330 с.
- 2012 — Подорожная: избранное. – Барнаул: Алтайский дом печати. – 176 с. – (Сибирская библиотека).
- 2017 — Человек человеку. Стихотворения. – Москва: Российский писатель. – 88 с.
- 2018 — Высокая вода: стихотворения. — Челябинск: ЧГИК. — 75 с. — (Литкурс). – ISBN 978-5-94839-662-0.
- 2022 — Имена печали и любви: стихотворения 2012-2022 гг.. — г. Челябинск, 200 с.

### Публикации
1. По поводу «литературных страстей» (резонанс). — «Магнитогорский рабочий», 28 сентября 1991.
2. О культуре мирной жизни в контексте выживания (о книге А. Павлова «Город и поэт»). — «Вечерний Челябинск», 13 мая 1996.
3. Стихи. — «Октябрь» (Москва), 1996, № 12. — Веб-ссылка
4. Медовые капельки детства (о творчестве А. Турусовой). — «Магнитогорский металл», 30 октября 1997.
5. Стихи. — Антология русского лиризма. XX век. Том 3. — Москва.
6. На высоте метели (стихи из новой книги). — «Уральская новь» (Челябинск), 2000, № 3.
7. Беседовать с водой, скитаться с облаками... (стихи). — «Урал» (Екатеринбург), 2001, № 2. — Веб-ссылка
8. «Туман стираю со стекла...» (стихи). — «Уральская новь» (Челябинск), 2002, № 13. — Веб-ссылка
9. Стихи. — Антология современной уральской поэзии. — Челябинск, Издательский дом «Фонд Галерея», 2003.
10. Стихи. — «Урал» (Екатеринбург), 2003, № 6. — Веб-ссылка
11. Стихи. — «Уральская новь» (Челябинск), 2003, № 16. — Веб-ссылка
12. Город и его высоты (рецензия на антологию поэзии). — «Урал» (Екатеринбург), 2004, № 4. — Веб-ссылка
13. Стихи. — «Урал» (Екатеринбург), 2004, № 9. — Веб-ссылка
14. От образа к без-образию (заметки на полях Всероссийского совещания молодых писателей в Нижнем Тагиле). — «Урал» (Екатеринбург), 2005, № 9. — Веб-ссылка
15. Стихи. — «Урал» (Екатеринбург), 2005, № 10. — Веб-ссылка
16. Третий путь (к 90-летию Людмилы Татьяничевой). — «Урал» (Екатеринбург), 2005, № 12. — Веб-ссылка
17. Мифы, которые нас убивают. — «Урал» (Екатеринбург), 2006, № 7. — Веб-ссылка
18. Стихи. — «Урал» (Екатеринбург), 2006, № 10. — Веб-ссылка
19. Воздушные ладони мирозданья. — «День и ночь», 2007, № 3—4.
20. Генетический код поэзии (интервью с С. Фатыховым). — «День и ночь» (Красноярск), 2009, №3. — Веб-ссылка
21. Поэзия - его страна и знамя (о Ю. Ильясове). - "Наш университет" (Магнитогорск), 13 февраля 2012. — Веб-ссылка
22. «Тёплый воздух пытается петь» (стихи). — «Литературная газета» (Москва), 2012, № 15. — Веб-ссылка

## Звания и награды
- Лауреат Премии имени П. П. Бажова (2000)
- Лауреат II Литературного конкурса имени К. М. Нефедьева (2002)
- Благодарственное письмо Главного управления социальной защиты населения Челябинской области (2003)
- Почётная грамота Правления Союза писателей России (2004, 2018)
- Кандидат культурологии (тема диссертации: "Русская поэтическая культура XX - начала XXI века: сохранение целостности личности человека", 2006)
- Почётная грамота Российского фонда культуры (2007)
- Благодарность Законодательного Собрания Челябинской области (2012)
- Почётная грамота Министерства культуры Челябинской области (2012)
- Почётная грамота губернатора Челябинской области (2012)
- Медаль Ассоциации писателей Урала «За служение литературе» (2012)
- Благодарность губернатора Челябинской области (2013)
- Нагрудный знак Союза писателей Белоруссии «За вялікi ўклад у літаратуру» (2014)
- Медаль М. Ю. Лермонтова (2015)
- Благодарственное письмо полномочного представителя Президента РФ в УрФО (2015)
- Медаль «100 лет Октябрьской революции»(2017)
- Лауреат премии «Ювента» за вклад в развитие молодежной политики (2019)

## Интересные факты
- В свободное время Нина Ягодинцева занимается фотографией и является известным на Южном Урале фотохудожником.[источник не указан 839 дней]

## Критика
- Александр Карпенко «Время слишком яростно и ясно...». Рецензия на книгу Нины Ягодинцевой «Человек человеку»